# Каракойтас
Каракойтас (каз. Қарақойтас) — село в Жарминском районе Абайской области Казахстана. Входит в состав Жарминской поселковой администрации. Код КАТО — 634463200.

## Население
В 1999 году население села составляло 71 человек (41 мужчина и 30 женщин). По данным переписи 2009 года, в селе проживало 65 человек (35 мужчин и 30 женщин).